# Reihenmotor

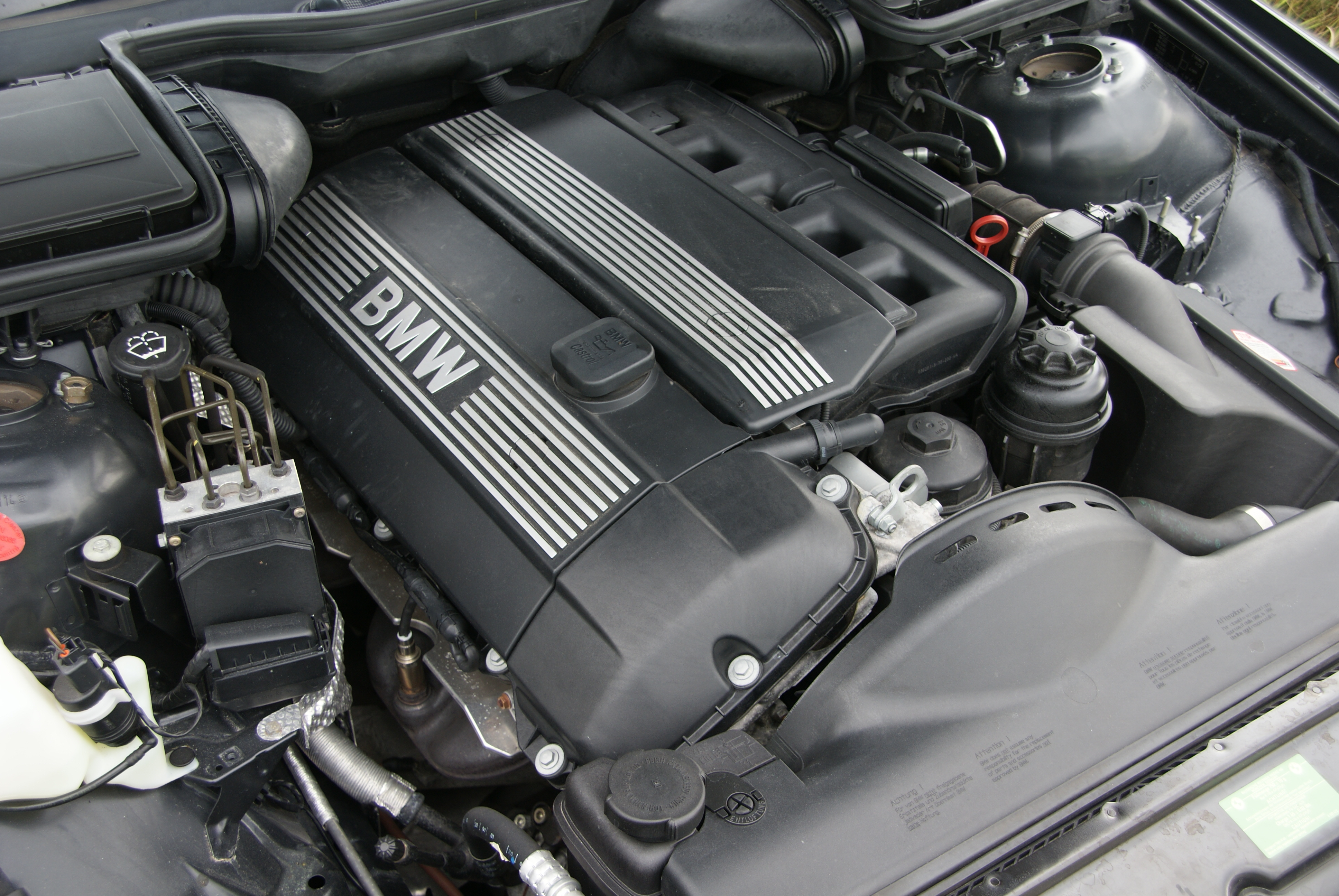
Sechszylinder-Reihenmotor BMW M54B25

Reihenmotor ist die Bezeichnung der Bauform eines Hubkolbenmotors, dessen Zylinder hintereinander in Reihe stehen. Reihenmotoren sind die bei weitem am häufigsten verwendete Art von Verbrennungsmotoren in Pkw, Lkw und Motorrädern. Die kleinste Form ist der Parallel-Twin-Zweizylindermotor; als Schiffsdieselmotor (z. B. Wärtsilä RT-flex96C) gibt es Ausführungen mit bis zu 14 Zylindern.

## Varianten

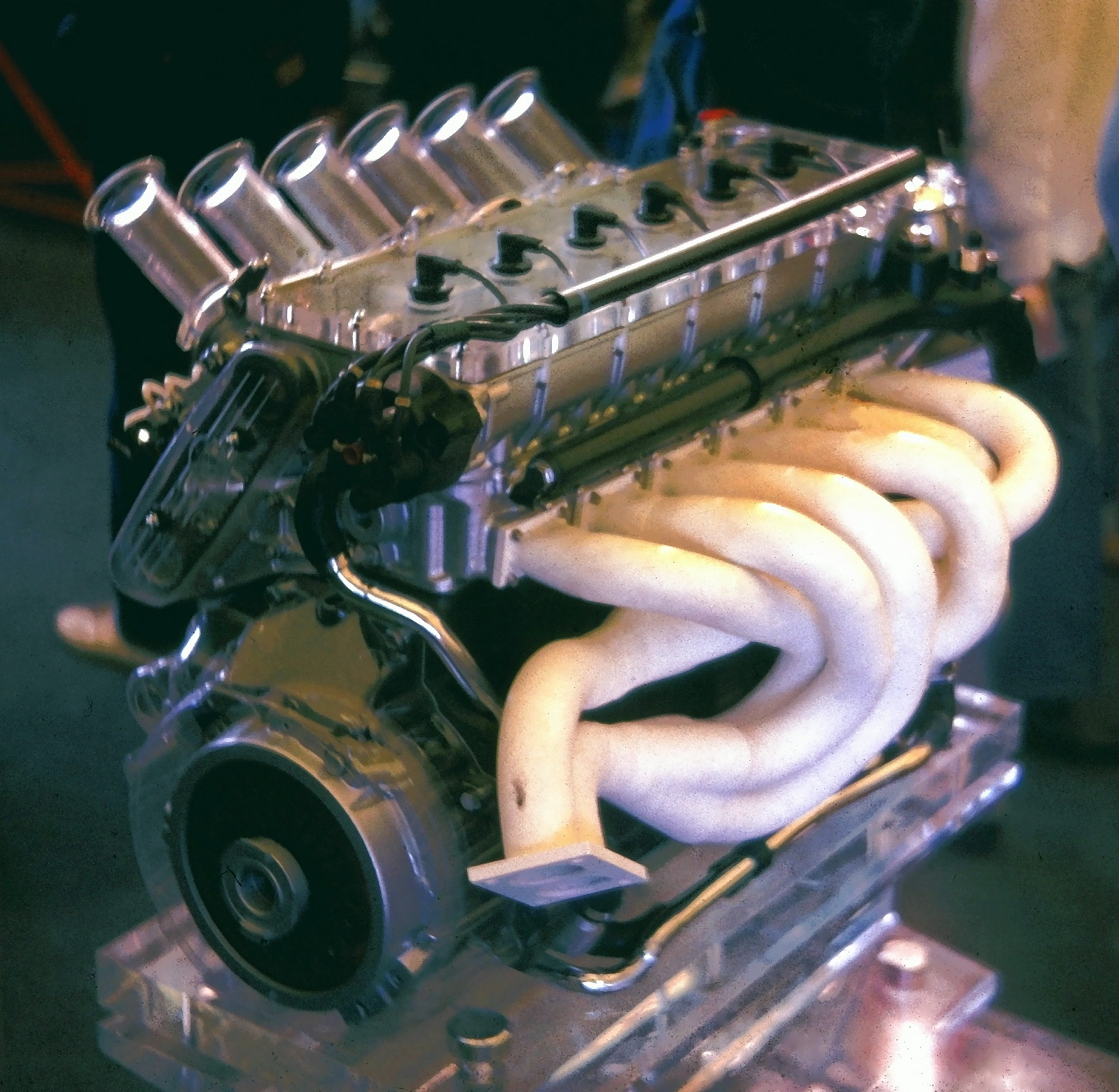
BMW-Reihensechszylinder, welcher zu Demonstrationszwecken zum Teil aus Plexiglas gebaut wurde

Am häufigsten werden Vierzylinder-Reihenmotoren verwendet. Drei- und Sechszylinder sind auch verbreitet, wohingegen die Fünfzylinder selten sind. Wegen ihrer großen Baulänge sind Achtzylinder weniger gebräuchlich (siehe auch Nachteile). Schiffsdiesel gibt es als Reihenmotor auch mit sieben, neun und elf Zylindern sowie mit höheren ungeraden Zylinderanzahlen.

## Einbaulage
Von der Bauform ist die Einbaulage zu unterscheiden, da Hubkolbenmotoren grundsätzlich beliebig eingebaut werden können. Kurbelwellenlager, Vergaser/Einspritzung und Motorschmierung müssen jedoch entsprechend angepasst sein. Traditionell unterscheidet man stehenden, liegenden und hängenden Einbau, wobei sich die Bezeichnung auf die Lage der Zylinder bzw. des Zylinderkopfes bezieht. Bei „stehend“ eingebauten Motoren liegt die Kurbelwelle unten und die Zylinder zeigen nach oben; bei liegendem Einbau sind Zylinder und Kurbelwelle auf gleicher Höhe; befindet sich die Kurbelwelle oben und der Zylinderkopf unten, ist es ein Motor mit „hängenden“ Zylindern.
Letzterer Typ kommt fast nur in historischen Flugzeugen vor. Das Fahrwerk kann bei gegebenem Propellerdurchmesser weniger hoch gestaltet werden, und die Sicht des Piloten wird weniger durch Auspuffgase behindert. Zudem ist der Schwerpunkt niedriger und die Zugänglichkeit von Zylinderkopf (Ventilsteuerung) und Zündkerzen erleichtert. Luftgekühlte Reihen-Vierzylindermotoren mit hängenden Zylindern waren z. B. der Zündapp 9-092 sowie der Hirth HM 515.
Insbesondere Motoren mit OHC-Ventilsteuerung haben wegen der obenliegenden Nockenwelle(n) eine größere Bauhöhe und werden als Quer- und Längsmotor oft geneigt eingebaut, um die Motorhaube flacher zu halten. Liegend eingebaute Motoren werden als Unterflurmotor oft in Lkws, Bussen und Triebwagen verwendet.

## Zylinderzählung
Bei Fahrzeugmotoren beginnt die Zählung der Zylinder gegenüber der Kraftabgabeseite, also nicht auf der Seite Schwungrad bzw. Kupplung. Das gilt nicht für deutsche Schiffs- und Stationärmotoren. Es gibt allerdings japanische und französische Hersteller, die auch an der Kupplungsseite zu zählen beginnen.

## Verwendung
Bei Lastkraftwagen trifft man meist Sechszylinder-Reihenmotoren an, kleinere Lkw besitzen manchmal auch nur vier Zylinder. Bei Motorrädern werden meist zwei und vier Zylinder, seltener drei und ganz selten sechs Zylinder (Benelli 750 Sei, Honda CBX, Kawasaki Z 1300, BMW K 1600 GT) eingesetzt.
Reihenmotoren werden bei hinterradgetriebenen Automobilen mit Frontmotor längs eingebaut, bei Mittel- oder Heckmotorfahrzeugen auch quer. Bei Frontantrieb sind sie meist quer, vereinzelt auch längs eingebaut, was jedoch einen erhöhten Aufwand im Fahrzeug- bzw. Differentialgetriebe verursacht. Bei Motorrädern überwiegt der Quereinbau. In der Anfangszeit gab es Motorräder mit längs eingebauten Reihenmotoren unter anderem von Indian, Windhoff und Nimbus; in neuerer Zeit bei der BMW K-Reihe (K 1 bis K 1200 RS) und aktuell bei der Triumph Rocket III. In Lastwagen sind Reihenmotoren praktisch immer längs eingebaut.

### Reihen-Achtzylinder

Achtzylinder-Reihenmotor mit Zündfolge 1-4-7-3-8-5-2-6

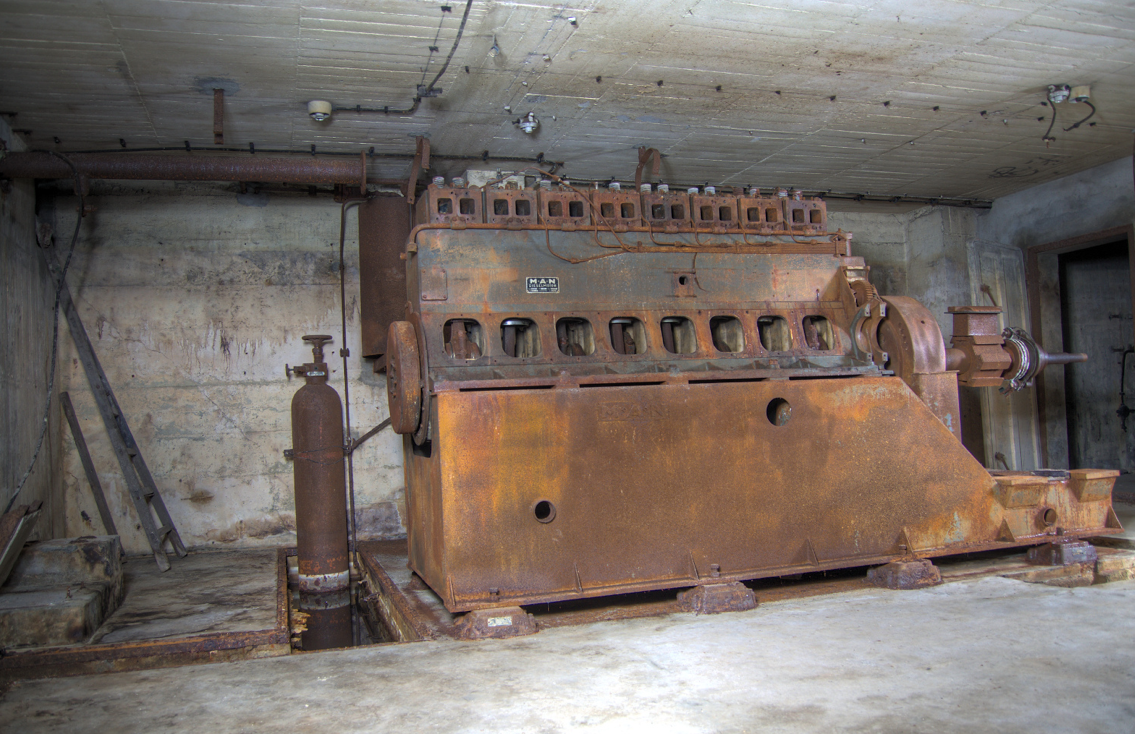
Reihen-Achtzylinder-Schiffsdiesel eines Notstromaggregats im Anhalter Hochbunker Berlin, 2014

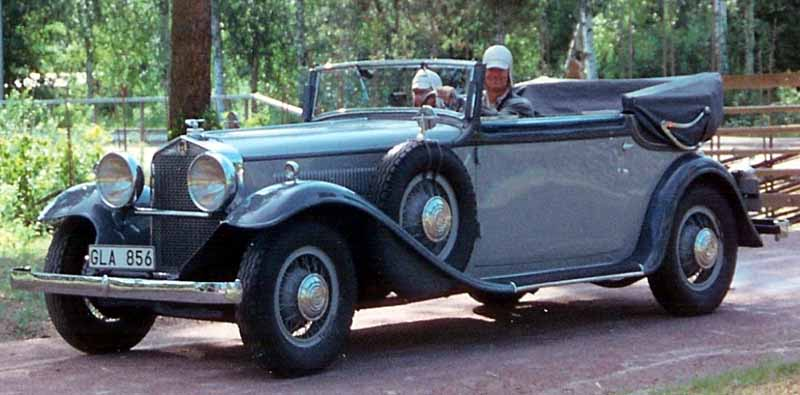
Horch 8 Typ 470 Cabriolet (1931)

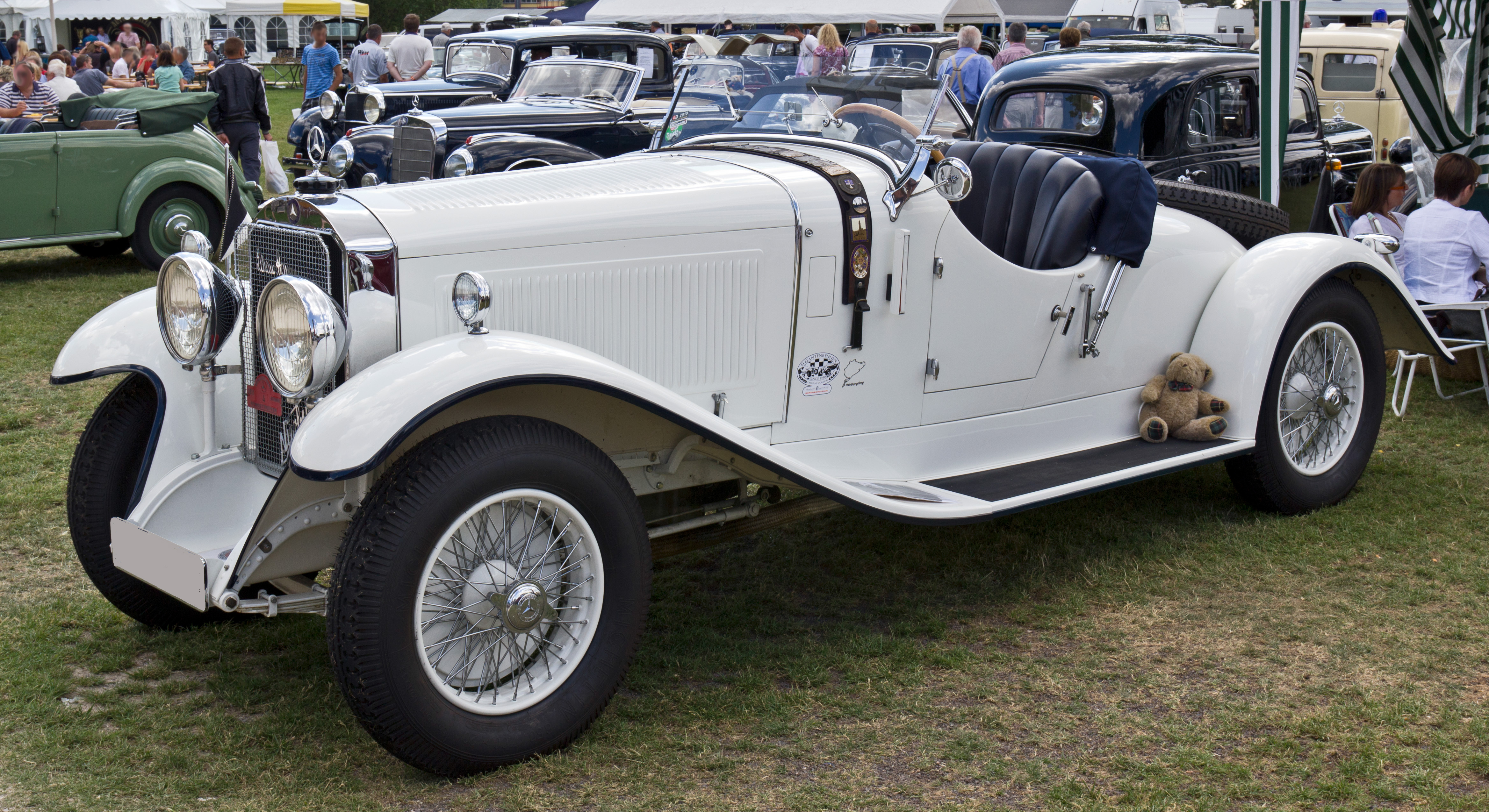
Mercedes-Benz Typ Nürburg 460 K Sport-Roadster (1929)

Den wahrscheinlich ersten Motor dieser Bauart fertigte die Daimler-Motoren-Gesellschaft (DMG) 1897 für das Luftschiff Deutschland von Friedrich Hermann Wölfert. 1902 konstruierte der französische Hersteller C.G.V. den ersten Achtzylinder-Reihenmotor für ein Automobil. Dieser Rennmotor hatte einen Hubraum von 7,2 Litern und stehende Ventile zu beiden Seiten der Zylinder (T-Kopf-Motor). Es folgten 1903 Premier (USA), 1904 Bellamy (Frankreich), Dufaux (Schweiz) und der Winton Bullett-2-Rennwagen (USA), 1906 Maxwell-Briscoe (USA) mit einem Vanderbilt-Cup-Rennwagen und 1907 Porthos (Frankreich), Weigel (Vereinigtes Königreich) und erneut Dufaux. Bereits für 1906 ist der Florentia-Bootsmotor belegt, den unter anderem Émile Mathis vertrieb, und 1907 stellte Wolseley-Siddeley einen solchen Motor mit bereits 200 PS (147 kW) für das Rennboot Ursula her; eine Weiterentwicklung wurde 1910 im ersten britischen Starrluftschiff verwendet. Im gleichen Jahr erschien der Green-Flugmotor mit obenliegender Nockenwelle. Die DMG brachte 1911 den Luftschiffmotor Mercedes J8L heraus.
Der erste Serien-Pkw mit einem solchen Motor war der Isotta Fraschini Tipo 8; der Motor wurde bereits 1912 entwickelt, im Rennwagen Tipo V5 mit obenliegender Nockenwelle erfolgreich verwendet und ging 1919 in Serie. Ettore Bugatti experimentierte 1913–1914 mit einem Achtzylinder-Blockmotor, der aus zwei Vierzylinder-Blöcken mit dazwischen angebrachtem Schwungrad bestand. Zahlreiche Bugatti-Automobile, angefangen vom Type 30, hatten Reihen-Achtzylinder. Der größte von ihnen – verwendet im Type 41 „Royale“ – gehört mit einem Hubraum von 14,7 Litern (später 12,7 l) zu den größten je gebauten PKW-Motoren; bis zu vier davon waren in den Bugatti-Triebwagen (Typ XB 1000 der französischen Eisenbahn SNCF) eingebaut.
In den 1920er- und 1930er-Jahren boten auch deutsche Hersteller Wagen mit Reihen-Achtzylindermotoren an, angefangen mit dem 1926 vorgestellten Horch 8 der Horchwerke in Zwickau, dessen Nachfolger 850/951 noch bis 1940 gebaut wurden. Die Röhr Auto AG in Ober-Ramstadt stellte 1927 den Röhr 8 vor. Opel hatte 1928 mit dem Typ 24/110 PS „Regent“ kurze Zeit ein Fahrzeug mit Reihen-Achtzylindermotor im Angebot. Die meisten Achtzylinderwagen gab es im Programm von Daimler-Benz: im Herbst 1928 kamen die Nürburg 460/460 K (später Nürburg 500/500 N; bis 1939) auf den Markt, 1930 gefolgt vom „Großen Mercedes“ Typ 770, der als W 150 noch bis 1943 gebaut wurde. Zusätzlich gab es die Modelle (Mannheim) 380 S (1932/33), 380/380 K (1933/34), 500 K/540 K (1934 bis 1939) und in geringer Stückzahl den G4-Geländewagen.
Von 1953 bis 1955 setzte die Mercedes-Benz-Rennabteilung in der Formel 1 den Rennwagen W 196 ein, der von einem 2,5-Liter-Achtzylinder-Reihenmotor mit bis zu 280 PS (206 kW) Leistung angetrieben wurde.
Buick setzte über zwei Jahrzehnte lang, angefangen 1931 mit der Serie 80 und Serie 90 (ab 1936 „Roadmaster“ bzw. „Limited“) bis zum Roadmaster Serie 70 von 1952, ausschließlich auf diese Motorenbauart. Die US-Hersteller Packard und Pontiac stellten 1954 als letzte Massenhersteller den Bau von Achtzylinder-Reihenmotoren für PKW ein. Rolls-Royce lieferte am 11. Dezember 1956 den letzten Phantom IV, der über einen Reihenachtzylinder mit 6516 cm³ verfügte, an den Schah Reza Pahlevi aus – und damit wohl den letzten Reihenachtzylinder-PKW aller Zeiten.

## Vorteile
- einfacher Aufbau
- geringe Breite
- Bei Viertaktmotoren mit sechs Zylindern (Reihensechszylinder, R6) oder mehr (gerade Zylinderanzahl) und einer längssymmetrischen Kurbelwelle sind sämtliche Kräfte und Momente erster und zweiter Ordnung maschinendynamisch ausgeglichen.
- relativ kostengünstig zu produzieren
- auch mit Luftkühlung einfach realisierbar
- auf der Basis einer Grundkonstruktion sind Varianten mit unterschiedlichen Zylinderzahlen möglich (vgl. Deutz 912 oder Wärtsilä RT-flex96C) – Modularisierung der Zylinder und Zylinderköpfe (Deutz-typische Bauart)

## Nachteile
- hoher Platzbedarf in der Länge bei mehr als vier Zylindern
- bei sechs oder mehr Zylindern sind die Drehschwingungen der Kurbelwelle schwieriger beherrschbar
- bei luftgekühlten, längs eingebauten Motoren kann es zu Kühlungsproblemen an den hinteren Zylindern kommen
- bei den sehr verbreiteten Reihenvierzylinder-Viertaktmotoren sind die freien Massenkräfte zweiter Ordnung nicht ausgeglichen. Dagegen kann ein Lanchester-Ausgleich verwendet werden.

Ein Nachteil eines Längseinbaus ist der Umstand, dass bei Lastwechseln das Massenträgheitsmoment von Kurbelwelle und Schwungrad das Fahrzeug zum Wanken bringt. Dies verschlechtert den Fahrkomfort merklich und wirkt störender als das beim Quereinbau auftretende Nickmoment um die Querachse beim Lastwechsel.